# Музей Карена Демірчяна
Музей Карена Демірчяна (вірм. Կարեն Դեմիրճյանի թանգարան) — установа культури, розташована в Єревані, вулиця Казара Парпеці, 7.

## Історія
Створений за Постановою Уряду Вірменії № 9 від 9 січня 2001 року для увічнення пам'яті видатного вірменського радянського політичного і державного діяча Карена Демірчяна (1932-1999). Завданням музею є також сприяння патріотичному вихованню підростаючого покоління на прикладі Карена Демірчяна. Урочиста церемонія відкриття головної експозиції відбулася 20 квітня 2007 року з нагоди 75-річчя Карена Демірчяна.

## Експозиція
У музеї зібрані документи, фотографії, відеоматеріали, спогади сучасників, особисті речі, урядові нагороди, сувеніри та пам'ятні речі художників, друзів, глав різних держав, політиків, художні роботи, олімпійські медалі, подаровані Карену Демирчяну, особистий архів Карена Демірчяна, який також включає його робочі щоденники протягом його перебування на посту першого секретаря ЦК Комуністичної партії Радянського Союзу. 
Срібний сувій з написом з нагоди 50-річчя з дня народження Карена Демірчяна від католикоса Вазгена I висвітлює широкомасштабну діяльність Карена Демірчяна.
Представляють великий інтерес книги і твори вірменських та російських художників, вчених і письменників.
Історико-культурна цінність канцелярії Першого секретаря ЦК Компартії Вірменії, яка була своєчасно (1950 р.) підготовлена за проектом народного художника СРСР Григора Ханджяна. У залі ЦК Комуністичної партії Вірменії представлені меблі та предмети, що використовувались Кареном Демірчяном та секретарями ЦК, а також робочий стіл Карена Демірчяна періоду, коли він був обраний до Національних зборів Вірменії.
В музеї зібрана бібліотека політичної літератури, де відвідувачі можуть познайомитися з історією радянської та пострадянської епох Вірменії.
Є конференц-зал, де проводяться різні заходи, конференції, дебати, прес-конференції, зустрічі з представниками науки, культури, промисловості й політики.
В музеї часто організовуються тематичні виставки: розвиток сільського господарства у Вірменії в 1970-1990 рр., історія Єреванського метрополітену, історія святкування «Еребуні-Єреван» і т. д. Мета заходу — підвести підсумки діяльності Карена Демірчяна. Річний виставковий зал музею призначений для організації тимчасових виставок та інших культурних заходів.
Благодійний фонд Карена Демірчяна і Музей спільно публікували книги, брошури, каталоги та книги, що висвітлюють життя та діяльність Карена Демірчяна.